# Lũ quỷ đỏ
Lũ quỷ đỏ (tiếng Nga: Красные дьяволята) là một cuốn tiểu thuyết khai thác đề tài Nội chiến Nga dành cho thiếu nhi của nhà văn Pavel Blyakhin, ra đời năm 1921.

## Chuyển thể
- Lũ quỷ đỏ (phim, 1923)
- Những kẻ báo thù không bao giờ bị bắt (phim, 1966)